# Argyrochosma incana
Argyrochosma incana är en kantbräkenväxtart som först beskrevs av Karel Presl, och fick sitt nu gällande namn av Michael D. Windham. Argyrochosma incana ingår i släktet Argyrochosma och familjen Pteridaceae. Inga underarter finns listade.